# KHOU-TV-Sendemast
Der KHOU-TV-Sendemast ist ein 602 Meter hoher Sendemast in Missouri City, Texas. Der KHOU-TV-Sendemast wurde 1992 errichtet.